# Gualberto Muggione
Gualberto Vidal Mugione (Rosario, 21 de agosto de 1940 - Córdoba, 9 de junio de 2007) fue un futbolista y entrenador argentino. Se desempeñaba como mediocampista ofensivo y se inició en Rosario Central. Una vez retirado ejerció como entrenador en diversos clubes.

## Trayectoria

### Como jugador

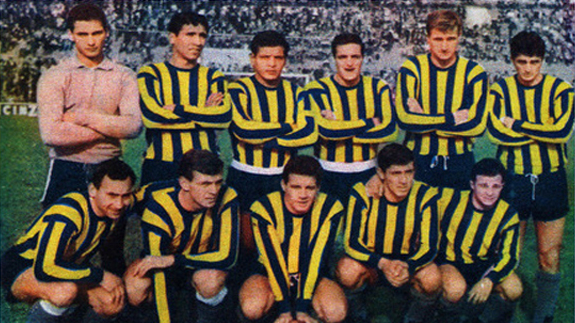
Rosario Central en 1962. Parados: Edgardo Andrada, José Casares, Néstor Cardoso, Juan Biagioli, Norberto Bautista, Gualberto Muggione; hincados: José Carbone, César Menotti, Elio Montaño, Enrique Fernández, Ricardo Giménez.

Su debut en la máxima categoría se dio vistiendo la camiseta de Central, en cotejo ante San Lorenzo de Almagro, válido por la primera fecha del Campeonato 1960 (empate en uno); Juan Carlos Fonda era el entrenador centralista. Hasta 1964 totalizó 96 partidos y 5 goles con la auriazul.
Prosiguió su carrera en Central Córdoba de Rosario, All Boys y Platense, antes de emigrar a Colombia. En el Calamar formó un recordado terceto ofensivo con Carlos Bulla y Néstor Subiat. Junto a este último fue transferido a Millonarios de Bogotá en 1970. Convirtió el gol que le dio la victoria a su equipo en el clásico bogotano disputado el 28 de febrero de 1971 ante Independiente Santa Fe. Luego vistió la casaca de Unión Magdalena, para seguir en Macará de Ecuador antes de retornar a su país natal.
De nuevo en Argentina, jugó en 1973 para San Martín de Tucumán, y en 1974 pasó a Talleres de Córdoba, club con el que obtuvo dos ligas cordobesas y clasificó a los torneos Nacionales. Dejó el fútbol en 1975.

### Como entrenador
Estuvo al frente de varios equipos cordobeses: Racing (en tres etapas), Instituto, Huracán y Belgrano. Con Racing fue campeón de la Liga Cordobesa y Provincial en 1981. También obtuvo lauros con Juventud Alianza de San Juan: la Liga Sanjuanina en 1984 y 1985 y el Regional de Cuyo 1985, logrando la clasificación al Nacional de ese año.

## Clubes

### Como futbolista
| Club                      | País      | Año       |
| ------------------------- | --------- | --------- |
| Rosario Central           | Argentina | 1960-1964 |
| Central Córdoba (Rosario) | Argentina | 1965      |
| All Boys                  | Argentina | 1966      |
| Platense                  | Argentina | 1967-1970 |
| Millonarios               | Colombia  | 1970-1971 |
| Unión Magdalena           | Colombia  | 1971-1972 |
| Macará                    | Ecuador   | 1972      |
| San Martín de Tucumán     | Argentina | 1973      |
| Talleres de Córdoba       | Argentina | 1974-1975 |

### Como entrenador
| Club                  | País      | Año       |
| --------------------- | --------- | --------- |
| San Martín de Tucumán | Argentina | 1976      |
| Racing de Córdoba     | Argentina | 1976      |
| Instituto de Córdoba  | Argentina | 1977      |
| Huracán de Córdoba    | Argentina | 1977      |
| San José              | Bolivia   | 1977-1978 |
| Platense              | Argentina | 1978-1979 |
| Racing de Córdoba     | Argentina | 1981-1983 |
| Juventud Alianza      | Argentina | 1984-1985 |
| Racing de Córdoba     | Argentina | 1990      |
| Belgrano de Córdoba   | Argentina | 1990      |
| Racing de Córdoba     | Argentina | 1993      |
| Atlético Trinidad     | Argentina | 1994      |
| San José              | Bolivia   | 1997      |

## Palmarés

### Como futbolista
| Título         | Equipo              | País      | Año  |
| -------------- | ------------------- | --------- | ---- |
| Liga Cordobesa | Talleres de Córdoba | Argentina | 1974 |
| Liga Cordobesa | Talleres de Córdoba | Argentina | 1975 |

### Como entrenador
| Título                           | Equipo            | País      | Año  |
| -------------------------------- | ----------------- | --------- | ---- |
| Liga Cordobesa                   | Racing de Córdoba | Argentina | 1981 |
| Campeonato Provincial de Córdoba | Racing de Córdoba | Argentina | 1981 |
| Liga Sanjuanina                  | Juventud Alianza  | Argentina | 1984 |
| Liga Sanjuanina                  | Juventud Alianza  | Argentina | 1985 |
| Regional de Cuyo                 | Juventud Alianza  | Argentina | 1985 |